# Paul Guillaume Farges
Pour les articles homonymes, voir Farges.
Le père Paul Guillaume Farges (1844-1912) est un missionnaire et botaniste français né à Montclar-de-Quercy (Tarn-et-Garonne). Envoyé en Chine en 1867, il est basé à Chongqing de 1892 jusqu’à sa mort.

## Biographie
Affecté à 24 ans aux Marches du Tibet, il mène une vie de privation et se retrouve très isolé au sein de petites communautés chrétiennes.
Plus tard, il a collecté plus de 4 000 spécimens de plantes, dont de nombreuses nouvelles espèces, qui furent envoyés au Muséum national d'histoire naturelle de Paris où Adrien Franchet les a ensuite dénommés et décrits.
Son nom a été attribué à plusieurs plantes dont Abies fargesii, Corylus fargesii, Decaisnea fargesii, Salix fargesii, Rhododendron fargesii ou Clerodendron trichotomum fargesii. Le genre de bambou Fargesia a notamment été nommé ainsi en son honneur.